# Selmana
Selmana (în arabă سلمانة) este o comună din provincia Djelfa, Algeria.
Populația comunei este de 19.471 de locuitori (2008).